# 李成伟 (1972年)
李成伟（1972年3月—），男，河南民权人，中共党员，教授、博士生导师，享受国务院政府特殊津贴专家，国家有突出贡献中青年专家。现任河南工业大学校长。

## 生平
1993年毕业于河南师范大学生物学专业。1993年7月参加工作。1998年取得中山大学植物生理学硕士学位；2005年取得荷兰瓦格宁根大学植物学博士学位；2007年取得中国农业科学院作物遗传育种专业博士学位。
2006年6月，任商丘师范学院生命科学系主任；2008年11月，任周口师范学院副院长；2016年1月，任河南科技学院院长；
2021年1月，任河南工业大学校长。